# Ryūkō Kawaji
Ryūkō Kawaji (川路 柳虹, Kawaji Ryūkō) (1er octobre 1888 - 9 juin 1959) est le nom d'auteur du critique littéraire et poète japonais Kawaki Makoto, actif durant l'ère Shōwa.

## Biographie
Né à Tokyo, Kawaji est diplômé de l'université nationale des beaux-arts et de la musique de Tokyo, (de nos jours Université des arts de Tokyo). Mais plutôt que de poursuivre une carrière d'artiste peintre, il choisit de devenir poète compositeur de vers libre. Sa poésie est importante en ce qu'il est parmi les premiers à écrire en japonais moderne.
Il est lauréat du prix littéraire de l'Académie japonaise des arts en 1957 pour son anthologie Nami (« vagues »).
Il est coauteur de l'Histoire de la littérature japonaise, écrit en collaboration avec Kuni Matsuo et Alfred Smoular (Paris, 1935).
Sa tombe se trouve au Tama Reien hors de Tokyo.